# Михеево (Демянский район)
Михеево — деревня в Демянском муниципальном районе Новгородской области, с апреля 2010 года входит в Ильиногорское сельское поселение.
Деревня расположена на Валдайской возвышенности в 3 км к юго-востоку от деревни Кожевниково и в 4 км к юго-западу от деревни Ильина Гора. До 12 апреля 2010 года входила в упразднённое Шишковское сельское поселение.